# Ultrasonografia wewnątrznaczyniowa
Ultrasonografia wewnątrznaczyniowa (IVUS – intravascular ultrasound) – jedna z technik inwazyjnego diagnozowania i leczenia serca i naczyń wieńcowych umożliwiająca obrazowanie anatomii tętnic wieńcowych. Pozwala na pełną tomograficzną ocenę, uwidaczniania nieprawidłowości struktury i funkcji światła naczynia i jego ściany oraz ułatwia ocenę lokalizacji, długości, stopnia zwężenia, składu, morfologii i dynamiki rozwoju zmiany naczyniowej.

## Podstawy badania
Ultrasonografia wewnątrznaczyniowa  ukazuje dokładniejsze obrazy struktur płycej położonych, korzystając z wyższych częstotliwości, dochodzących do 50 MHz. Metoda ta polega na zastosowaniu ultradźwięków. Cienki cewnik z mikrogłowicą wprowadzany jest przez tętnicę udową do serca. Pomaga to w dokładniejszym określeniu stanu naczyń wieńcowych, ich zwężeniu, wykrywaniu wczesnych stadiów miażdżycy oraz precyzyjnemu dobraniu balonu, użytego do poszerzenia tętnicy.

## Zalety
Jako nowoczesna metoda diagnostyki obrazowej, IVUS pomaga w dokładniejszym charakteryzowaniu zmian, a tym samym ułatwia:
- przewidzieć ewentualne powikłania naczyniowe, co jest istotne przy doborze techniki leczenia inwazyjnego najwłaściwszej dla wykrytego charakteru zmian
- przewidzieć rodzaj powikłań mogących wystąpić po zabiegu przezskórnej angioplastyki balonowej
  - umożliwia natychmiastową ocenę stopnia poszerzenia światła naczynia
  - pomaga wykryć duże dyssekcje oraz tętniaki rzekome
- dobór właściwej średnicy cewnika balonowego oraz odpowiednio wysokiego ciśnienia rozprężającego, bardzo ważny przy zakładaniu protezy naczyniowej z ograniczeniem leczenia antykoagulacyjnego
- ocenę dynamiki rozwoju zmian naczyniowych u chorych po transplantacji serca
- określenie ryzyka wystąpienia zjawiska restenozy (dzięki ilościowym parametrom ultrasonograficznym)
- stwierdzenie obecności skrzepliny, będącej główną składową zmiany obstrukcyjnej

## Zabiegi kardiologii interwencyjnej dobierane dzięki diagnostyce inwazyjnej
- angioplastyka balonowa zmian zwężających de novo i zmian o typie restenozy w stencie
- angioplastyka ze wszczepieniem stentu
  - metalowego (BMS)
  - uwalniającego substancje antymitotyczne i przeciwzapalne (DES)
  - specjalnego, do leczenia zmian o typie bifurkacji (rozwidlenia) dwóch naczyń
  - powlekanego nowymi lekami o innych machanizmach działania lub przeciwciałami wychwytującymi komórki progenitorowe
- aterektomia kierunkowa
- rotablacja